# Dmitrij Cwietajew
Dmitrij Władimirowicz Cwietajew (ros. Дмитрий Владимирович Цветаев, ur. 1852 w guberni włodzimierskiej zm. 1920) – rosyjski historyk, wykładowca historii Uniwersytetu Moskiewskiego i profesor Cesarskiego Uniwersytetu Warszawskiego.

## Życiorys
Urodził się w rodzinie wiejskiego prawosławnego księdza. Po ukończeniu Akademii Teologicznej w Sankt Petersburgu ukończył studia pedagogiczne i rozpoczął pracę jako wykładowca historii, języka rosyjskiego i pedagogiki w uczelni wojskowej im. cesarzowej Marii w Orle i Moskwie. Po obronie pracy doktorskiej w 1886 został wykładowcą Uniwersytetu Moskiewskiego, a od 1887 profesorem Cesarskiego Uniwersytetu Warszawskiego w katedrze historii Rosji.
Stryj poetki Mariny Cwietajewej, młodszy brat Iwana Cwietajewa (1847–1913), filologa i profesora Uniwersytetu Moskiewskiego, założyciela Muzeum Sztuk Pięknych im. Puszkina w Moskwie.